# Квалификације за Светско првенство у фудбалу 2006.
У Квалификацијама за Светско првенство у фудбалу 2006. учествују 198 репрезентације (укључујући Немачку која се аутоматски квалификовала као домаћин) од којих ће се 32 квалификовати за завршни турнир који ће се одржати у Немачкој.
Квалификације су у под покровитељством (ФИФА), организоване по континентима (Континенталним фудбалским конфедерацијама). Место у завршној фази зависи од успеха у квалификацијама, а број места зависи од јачине репрезентација тог континента.

## Квалификоване репрезентације
| Репрезентација     | Квалификована као                       | Датум квалификације | Преглед учешћа на турнирима1, 2                                                                           |
| ------------------ | --------------------------------------- | ------------------- | --- |
| Немачка            | Домаћин                                 | 6. јул 2000.        | 15 (1934, 1938, 19543, 19583, 19623, 19663, 19703, 19743, 19783, 19823, 19863, 19903, 1994, 1998, 2002)   |
| Аргентина          | Другопласирани у КОНМЕБОЛ групи         | 8. јун 2005.        | 13 (1930, 1934, 1958, 1962, 1966, 1974, 1978, 1982, 1986, 1990, 1994, 1998, 2002)                         |
| Саудијска Арабија  | Победник АФК треће коло групе 1         | 8. јун 2005.        | 3 (1994, 1998, 2002)                                                                                      |
| Јапан              | Победник АФК четврто коло групе 2       | 8. јун 2005.        | 2 (1998, 2002)                                                                                            |
| Јужна Кореја       | Другопласирани АФК четврто коло групе 1 | 8. јун 2005.        | 6 (1954, 1986, 1990, 1994, 1998, 2002)                                                                    |
| Иран               | Другопласирани АФК треће коло групе 2   | 8. јун 2005.        | 2 (1978, 1998)                                                                                            |
| Украјина           | Победник УЕФА групе 2                   | 3. септембар 2005.  | 0 (дебитант)                                                                                              |
| Сједињене Државе   | Победник у КОНКАКАФ групи               | 3. септембар 2005.  | 7 (1930, 1934, 1950, 1990, 1994, 1998, 2002)                                                              |
| Бразил             | Победник у КОНМЕБОЛ групи               | 5. септембар 2005.  | 17 (1930, 1934, 1938, 1950, 1954, 1958, 1962, 1966, 1970, 1974, 1978, 1982, 1986, 1990, 1994, 1998, 2002) |
| Мексико            | Другопласирани у КОНКАКАФ групи         | 7. септембар 2005.  | 12 (1930, 1950, 1954, 1958, 1962, 1966, 1970, 1978, 1986, 1994, 1998, 2002)                               |
| Холандија          | Победник УЕФА групе 1                   | 8. октобар 2005.    | 7 (1934, 1938, 1974, 1978, 1990, 1994, 1998)                                                              |
| Италија            | Победник УЕФА групе 5                   | 8. октобар 2005.    | 15 (1934, 1938, 1950, 1954, 1962, 1966, 1970, 1974, 1978, 1982, 1986, 1990, 1994, 1998, 2002)             |
| Португалија        | Победник УЕФА групе 3                   | 8. октобар 2005.    | 3 (1966, 1986, 2002)                                                                                      |
| Енглеска           | Победник УЕФА групе 6                   | 8. октобар 2005.    | 11 (1950, 1954, 1958, 1962, 1966, 1970, 1982, 1986, 1990, 1998, 2002)                                     |
| Хрватска           | Победник УЕФА групе 8                   | 8. октобар 2005.    | 2 (1998, 2002)                                                                                            |
| Пољска             | Најбољи УЕФА другопласирани             | 8. октобар 2005.    | 6 (1938, 1974, 1978, 1982, 1986, 2002)                                                                    |
| Шведска            | Најбољи УЕФА другопласирани             | 8. октобар 2005.    | 10 (1934, 1938, 1950, 1958, 1970, 1974, 1978, 1990, 1994, 2002)                                           |
| Того               | Победник КАФ друго коло групе 1         | 8. октобар 2005.    | 0 (дебитант)                                                                                              |
| Гана               | Победник КАФ друго коло групе 2         | 8. октобар 2005.    | 0 (дебитант)                                                                                              |
| Обала Слоноваче    | Победник КАФ друго коло групе 3         | 8. октобар 2005.    | 0 (дебитант)                                                                                              |
| Ангола             | Победник КАФ друго коло групе 4         | 8. октобар 2005.    | 0 (дебитант)                                                                                              |
| Тунис              | Победник КАФ друго коло групе 5         | 8. октобар 2005.    | 3 (1978, 1998, 2002)                                                                                      |
| Еквадор            | Трећепласирани у КОНМЕБОЛ групи         | 8. октобар 2005.    | 1 (2002)                                                                                                  |
| Парагвај           | Четвртопласирани у КОНМЕБОЛ групи       | 8. октобар 2005.    | 6 (1930, 1950, 1958, 1986, 1998, 2002)                                                                    |
| Костарика          | Трећепласирани у КОНКАКАФ групи         | 8. октобар 2005.    | 2 (1990, 2002)                                                                                            |
| Србија и Црна Гора | Победник УЕФА групе 7                   | 12. октобар 2005.   | 9 (19304, 19504, 19544, 19584, 19624, 19744, 19824, 19904, 19985)                                         |
| Француска          | Победник УЕФА групе 4                   | 12. октобар 2005.   | 11 (1930, 1934, 1938, 1954, 1958, 1966, 1978, 1982, 1986, 1998, 2002)                                     |
| Чешка              | Победник у УЕФА баражу                  | 16. новембар 2005.  | 8 (19346, 19386, 19546, 19586, 19626, 19706, 19826, 19906)                                                |
| Шпанија            | Победник у УЕФА баражу                  | 16. новембар 2005.  | 11 (1934, 1950, 1962, 1966, 1978, 1982, 1986, 1990, 1994, 1998, 2002)                                     |
| Швајцарска         | Победник у УЕФА баражу                  | 16. новембар 2005.  | 7 (1934, 1938, 1950, 1954, 1962, 1966, 1994)                                                              |
| Аустралија         | Победник у баражу КОНМЕБОЛ-ОФК          | 16. новембар 2005.  | 1 (1974)                                                                                                  |
| Тринидад и Тобаго  | Победник у баражу АФК-КОНКАКАФ          | 16. новембар 2005.  | 0 (дебитант)                                                                                              |

 Напомене:
1 Подебљана година означава првака у тој години
2 Коса година означава домаћина у тој години
3 као Западна Немачка,
4 као Југославија,
5 као СР Југославија,
6 као Чехословачка.
| Конфедерација | Репрезентација стартовало | Репрезентације које су обезбедиле место | Елиминисане репрезентације | Укупан број места | Почетак квалификација | Крај квалификација |
| ------------- | ------------------------- | --------------------------------------- | -------------------------- | ----------------- | --------------------- | ------------------ |
| АФК           | 39                        | 4                                       | 36                         | 4                 | 19. новембар 2003.    | 16. новембар 2005. |
| КАФ           | 51                        | 5                                       | 46                         | 5                 | 10. октобар 2003.     | 8. октобар 2005.   |
| КОНКАКАФ      | 34                        | 4                                       | 30                         | 4                 | 18. фебруар 2004.     | 16. новембар 2005. |
| КОНМЕБОЛ      | 10                        | 4                                       | 6                          | 4                 | 6. септембар 2003.    | 20. новембар 2005. |
| ОФК           | 12                        | 1                                       | 11                         | 1                 | 10. мај 2004.         | 16. новембар 2005. |
| УЕФА          | 51+1                      | 13+1                                    | 38                         | 13+1              | 18. август 2004.      | 16. новембар 2005. |
| Укупно        | 197+1                     | 31+1                                    | 166                        | 31+1              | 6. септембар 2003.    | 20. новембар 2005. |